# Луценко Іван Митрофанович
Іван Митрофанович Луценко (* 23 лютого (7 березня) 1863, Кейбалівка, Полтавщина — 1919, поблизу села Кузьмин) — лікар, громадський, політичний і військовий діяч України, політик, історіософ історії України, історик козацької доби.

## Життєпис
Народився на Полтавщині в селі Кейбалівка Пирятинського повіту (тепер — району) 23 лютого (7 березня) 1863 року. Був єдиною дитиною у батьків — дворянина-канцелярського службовця Митрофана Йосиповича та його дружини Ганни Йосипівни, доньки фельдшера.

### Медична діяльність

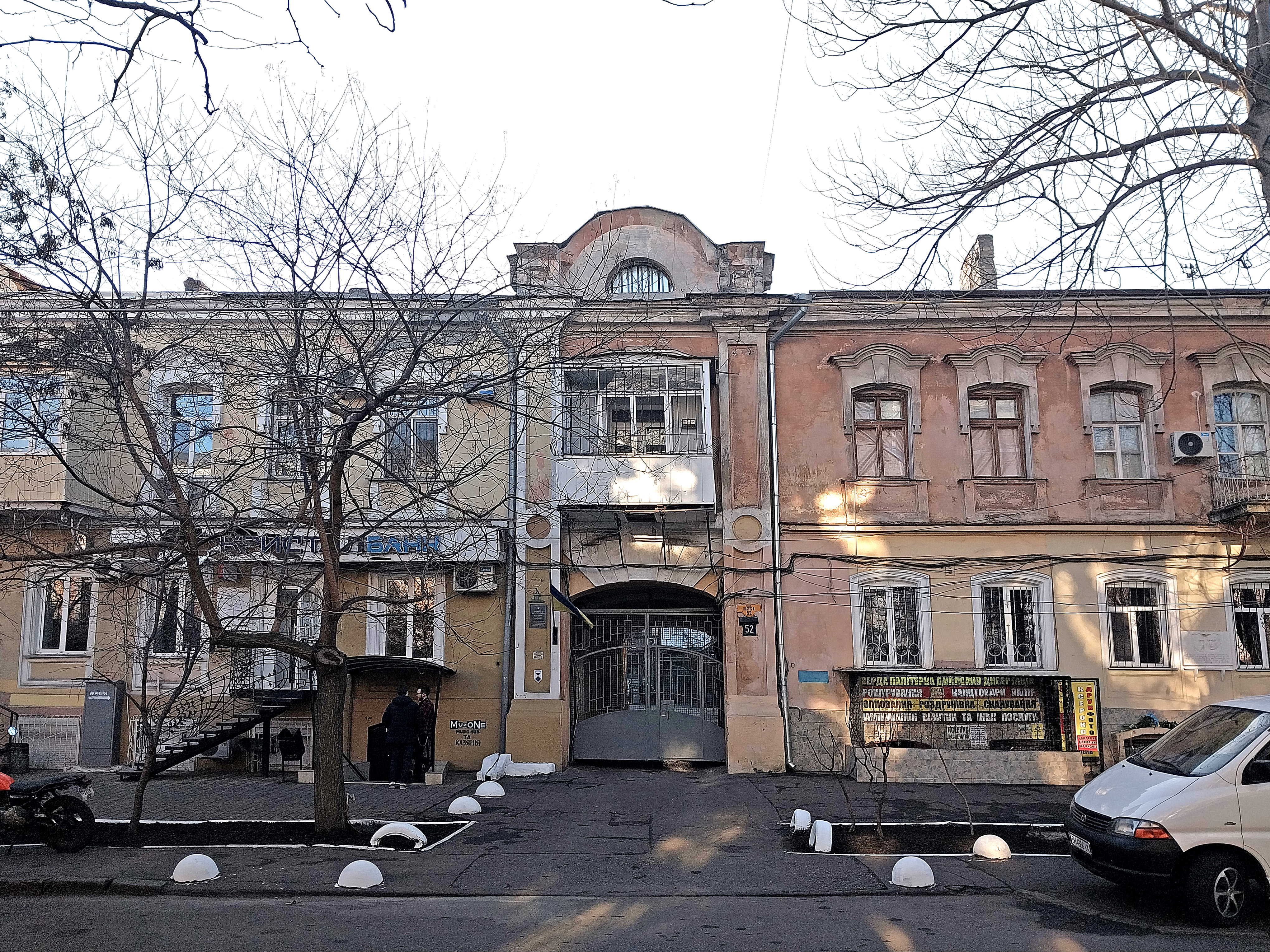
Будинок в Одесі на вул. Пастера, де мешкав Іван Луценко

У 1882–1886 роках отримував вищу освіту на природничому факультеті Петербурзького університету, а в 1887–1891 роках — в імператорській Військово-медичній академії.
Після захисту в петербурзькій Військово-медичній академії докторської дисертації, яка 1893 року вийшла окремою книжкою, перебрався до Одеси. Мешкав Іван Луценко на вулиці Херсонській (нині — Пастера), у п'ятдесят другому будинку. Тут, до речі, провадилася уся організаційна робота, пов'язана зі створенням одеської «Просвіти».
Медичного інституту тієї пори в Одесі не було. Про відкриття медичного факультету у Новоросійському університеті, поруч з будинком, де мешкав Луценко, тільки починали вести мову. Іван Луценко обладнав удома кабінет і став вільнопрактикуючим лікарем, що застосовував нетрадиційні методи боротьби з людськими недугами. Невдовзі він став членом Товариства одеських лікарів. Численні статті Івана Луценка з актуальних проблем медичної науки впродовж 1895–1897 років друкувалися у петербурзьких виданнях, насамперед — у журналі «Лікар-гомеопат».

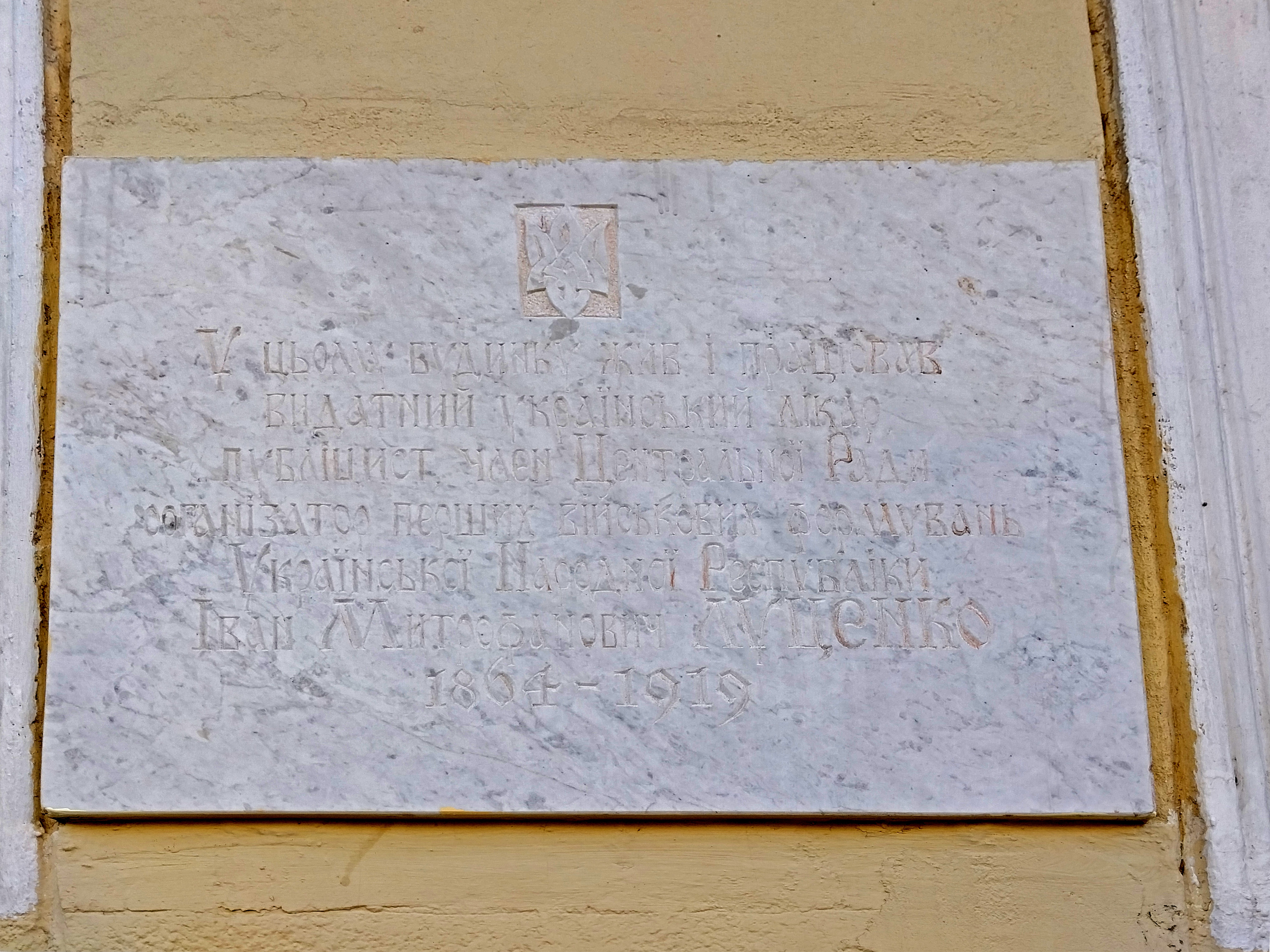
Пам'ятна дошка на будинку в Одесі

Луценко був палким прихильником гомеопатії, народження якої пов'язане з діяльністю на межі XVIII–XIX століть приват-доцента Ляйпцизького університету Самюеля Ганемана. 12 січня 1898 року був затверджений статут Одеського товариства послідовників гомеопатії, і Луценко став його секретарем та скарбником. А через п'ять років розпочалося видання переведеного з Харкова до Одеси щомісячника «Вісник гомеопатичної медицини», редагування якого взяв на себе Іван Луценко. Товариство відкрило на вулиці Херсонській свою лікарню, а на вулиці Степовій амбулаторію, де хворих щотижня приймав доктор Луценко — і робив це безкоштовно.
У 1902–1907 рр — один з керівників Української народної партії. Іван Луценко зажив серед одеситів таку популярність, що коли 1905 року провадилися вибори до першої в історії міста Ради робітничих депутатів, його попросили дати згоду увійти до неї. Він став депутатом від Української демократичної партії.

### Утворення одеської «Просвіти»
Іван Луценко брав активну участь у створенні в одеської «Просвіти». Він був переконаний, що товариство має об'єднати довкола себе найширші верстви трудящих — і з цією метою влаштував два мітинги, на які зібралися тисячі людей, страшенно налякавши градоначальника й поліцмейстера. 8 січня 1906 року, якраз напередодні першого зібрання «Просвіти», в місті з'явився перший номер виданої Луценком першою в Одесі української газети «Народна справа». В ній говорилося, що газета обстоюватиме інтереси селянства і робітництва, боротиметься за рівні права для усіх пригноблених народів Російської імперії, за їхнє національно-культурне й політичне життя, надто ж за права українського народу. Провідною своєю зорею «Народня справа» проголошувала
|  | «будь-який поступ українського народу поруч з братніми та іншими народами на шляху до справжньої волі, братерської єдності і рівності – без хлопа і пана». |

 Тож хоч Луценко мав дозвіл на випуск газети, примірники, що надішли в продаж, були сконфісковані, а подальше видання заборонене.
Над Іваном Луценком було організовано таємний нагляд. Стежили за його дружиною, за дочкою Анастасією, яка була бібліотекарем «Просвіти». Скориставшись тим, що Настя переховувала в бібліотеці нелегальну літературу, поліція влаштувала обшук на квартирі Луценка. Виявили зброю, програмні документи українських революційних партій, різні відозви. Запроторити господаря до в'язниці не вдалося, позаяк ще діяв його депутатський статус, але від громадської роботи було відсторонено.
В лютому 1910 року було затверджено статут Українського клубу в Одесі, на першому засіданні якого, 11 квітня 1910 року, Івана Луценка було обрано його головою.

### Луценко та українські письменники
Іван Луценко був близько знайомий з Іваном Нечуєм-Левицьким, про що нагадують декілька листів письменника (1904—1906). Коли 1909 року до Одеси приїхав Іван Франко, його друзі залучили Луценка до обстеження стану здоров'я письменника та належних консультацій. Іван Луценко, вочевидь, ще з 1890-х років знався з Михайлом Коцюбинським, який вітав Луценка в листах до одеського літератора і також «просвітянина» Івана Липи, а на весні 1910 року, прямуючи на Капрі, зупинився на квартирі Івана Луценка та відвідав його дачу на Хаджибейському лимані. Збереглася телеграма Луценка з висловленням родині Коцюбинського глибокого співчуття у зв'язку з кончиною письменника. На ту пору, коли відійшов Коцюбинський, Іван Луценко повернувся до громадської діяльності — став головою ради старшин товариства «Українська Хата».
Разом з письменниками Миколою Вороним та Іваном Липою Луценко заснував видавничу «Одеську літературну спілку». Товариство взяло участь у випуску альманахів «З-над хмар і з долин» (1903) та «Багаття» (1905).

### Політична діяльність
Під час Першої світової війни — полковник медичної служби російської армії.

Навесні 1917 року виникає Українська партія соціалістів-самостійників. Луценка обирають товаришем, тобто заступником, голови партії. Тоді ж, як зазначено в «Історії українського війська», 
|  | «основано в Одесі під проводом військового лікаря Івана Луценка… Військову раду, яка 26 квітня дала почин створення в Одесі Українського Військового Коша» |

Саме з його наказу в Одесі вперше піднято український стяг, як символ української державності. У розпал боротьби за цю державність полковий лікар Луценко виступає в трьох іпостасях: військового фахівця, що формує частини на захист перших національно-визвольних здобутків, медика, який опікується здоров'ям людей і публіциста, котрий пише то на громадсько-політичні, то на санітарно-гігієнічні теми. З одеської газети «Боротьба» відомо, що влітку 1918 року Іван Луценко брав участь в організації першої в Одесі української національної книгозбірні, до якої віддав частину власної бібліотеки.
Іван Луценко входить до складу Центральної Ради. На першому Всеукраїнському військовому з'їзді він обирається членом Українського генерального військового комітету, що перебрав провід над усім українським військовим рухом. Про це нагадує Володимир Винниченко у своїй мемуарній книзі «Відродження нації».
Павло Скоропадський у своїй книзі "Спогади. Кінець 1917 - грудень 1918" також згадує Луценка з наступною характеристикою:
|  | У Києві я тоді ж познайомився з деяким лікарем Луценком. Полтавець виставляв його мені як одного з великих організаторів Козацтва на півдні України, в Одесі. Попервах він дійсно щось зробив. Так як людей у мене цілковито не було, я хотів його пізнати ближче й запросив його у Білу Церкву, де, до речі, того ж дня у будівлі Білоцерківської гімназії я відкривав з'їзд представників від різних сотень. Луценко видався мені ідеалістом, що бажав у наш час повністю відновити старе козацтво і всю Україну перебудувати на козацький лад. Він був якимось фанатиком, що ненавидів усе російське, хоча це не завадило йому дослужитись у Росії (він був військовим лікарем) до чину надвірного радника. У грошовому відношенні чесний, але недалекий, надмірно честолюбний, він хотів будь що грати першу скрипку. Доля потім надовго звела його зі мною, і я впевнився, що не помилився у своїй початковій оцінці. Оригінальний текст (рос.) В Киеве тогда же я познакомился с неким доктором Луценко. Полтавец выставлял мне его как одного из крупных организаторов Казачества на юге Украны, в Одессе. В первое время он действительно что-то сделал. Так как людей у меня совершенно не было, я хотел поближе его узнать и пригласил в Белую Церковь, где, кстати, в тот же день в здании Белоцерковской гимназии я открывал съезд представителей от различных сотен. Луценко показался мне идеалистом, желавшим в наше время возродить полностью старое казачество и всю Украину перестроить на казачий лад. Он был каким-то фанатиком, ненавидевшим всё русское, хотя это не помешало ему дослужиться в России, будучи военным [врачём], до чина надворного советника. В денежном отношении честный, но недалёкий, чрезвычайно честолюбивый, хотевший во чтобы то ни стало играть первую скрипку. Судьба потом надолго свела его со мною, и я убедился, что не ошибся в своей первоначальной оценке. |

У жовтні 1917 року на З'їзді Вільного Козацтва обраний генеральним хорунжим (…отаманом усього Вільного козацтва було обрано Павла Скоропадського, генеральним писарем — В. Кочубея, наказним отаманом — Івана Полтавця-Остряницю, генеральним обозним — Тонковида, генеральним суддею — М. Левицького, генеральними хорунжими — Івана Луценка, Семена Гризла і Шаповала, генеральними осавулами — Шомовського, Шендрика і Кіщанського; організаційним осередком козацтва було визначено Білу Церкву).
Під час антигетьманського повстання Іван Луценко — голова цивільного управління Таврійської округи, за Директорії — командир військового загону.

Сучасник так описав зовнішність і вдачу Луценка: 
|  | «…був він…сивий на вигляд років із 50-55… Всі його не тільки поважали і слухали, але й безмірно любили. А правду сказати, було за що. Цей сивий дідусь дуже тихої поваги був всюди. Ні одні сходини, ні одне засідання чи нарада не відбувалися без нього; і все він подавав різні резолюції, що їх ми, молоді завжди з радістю підпирали; ми, військові, завжди симпатизували з доктором Луценком; можливо, тому що він був вояк в уніформі, як і ми, а до того був рішучий і, як то кажуть, рубав зплеча. І коли починались якісь суперечки під час дебатів, то рішуче слово голови, що скидалося на наказ, кінчало справу». |

### Вивчення історії України
Звернення Івана Луценка до історії України було зумовлено його бажанням взяти на себе місію ідеолога українського національного руху, сприяти пробудженню національної свідомості українців. Першими свідченнями інтересу діяча до історії є його виступи на засіданнях одеської «Просвіти» («Стародавність слов'ян в Європі», «Ломоносов»). Питань історії України він торкався у виступах на українських вічах в Одесі у 1905—1906. Декілька разів він брав участь у засіданнях ІФТ при ІНУ, зокрема, обговоренні доповіді приват-доцента П.Іванова про історичну схему Михайла Грушевського. У всіх доповідях Іван Луценко поєднував народницьку та державницьку візії минулого українського народу. Він наполягав на колоніальному характері відносин України та Росії, підкреслював, що більшість українського народу зазнавали визиску від поміщиків. Близька була йому ідея народників про зрадництво української еліти у минулому як причина невдач українського державотворення. 1917—1918 на сторінках української одеської періодики опублікував цикл статей, присвячених аналізу низки епізодів та явищ української історії. Головне питання, над яким замислювався автор, було виявлення причин через які Україна не досягла самостійності у минулому.
Попри аматорство, Івану Луценку вдалося досить глибоко осягнути історію України, стати одним з передвісників державницького напрямку в українській історіографії. Він уважав, що Богдан Хмельницький був вимушений передати Україну ще в більш тяжку, ніж польська, московську неволю. Разом з цим, він вважав гетьмана творцем Української Держави. Після Богдана, на його думку, лише Петро Дорошенко був борцем за народні інтереси. Суперечливим було його ставлення до Івана Мазепи. Головною негативною тенденцією в історії України («історичною помилкою») він вважав недовіру еліти до сили власного народу.

### Загибель
Загинув 7 квітня 1919-го у бою з більшовиками неподалік Старокостянтинова, де потрапив у полон і був порубаний шаблями. За іншими даними, потрапив у більшовицький полон і був розстріляний в Миколаєві.

## Нагороди
- Орден Визволення[6]

## Пам'ять
30 вересня 2024 року Указом Президента України 43 окремому полку зв'язку та радіотехнічного забезпечення присвоєно почесне найменування імені Івана Луценка. 
В Одесі існує вулиця Івана Луценка.
У вересні 1996 року, під час роботи в Одесі з'їзду Всесвітньої федерації українських лікарських товариств, на будинку, де тривалий час жив Іван Луценко (вул. Пастера, 52), була встановлена присвячена йому меморіальну табличку.
У жовтні 2003-го Асоціація гомеопатів України провела в Києві VI Міжнародний гомеопатичний конгрес, присвячений пам'яті Івана Луценка.
За ініціативи хмельницької молодіжної організації "Пластовий рух «Сокіл» та за підтримки місцевої міської і районної влади, 14 січня 2012 року, відбулося урочисте відкриття пам'ятної меморіальної дошки на фасаді залізничної станції Красилів (Хмельницька область) усесвітньо відомому одеському лікареві-гомеопату, українському політичному діячеві, полковнику армії УНР Іванові Митрофановичу Луценку

## Праці
- 250 літ назад // Вільне життя. — 1918. — 7 вересня;
- Історична помилка // Вільне життя. — 1918. — 4 вересня;
- Гетьман і гетьманська влада // Наше село. — 1918. — № 7;
- Гетьман Іван Мазепа // Наше село. — 1918. — № 8-9;
- Наші державні змагання в минулому // Наше село. — 1918. — № 16;
- Де-що з старовини // Наше село. — 1918. — № 18.